# Römhild
Römhild é uma cidade da Alemanha localizado no distrito de Hildburghausen, estado da Turíngia.

## História
Römhild foi a sede do antigo verwaltungsgemeinschaft de Gleichberge. Em 31 de dezembro de 2012, os antigos municípios de Gleichamberg, Haina, Mendhausen, Milz e Westenfeld foram incorporados a Römhild.